# Ampycus granulosus
Ampycus granulosus is een hooiwagen uit de familie Gonyleptidae. De wetenschappelijke naam van Ampycus granulosus gaat terug op H. Soares.